# Harley Rouda
Harley Edwin Rouda Jr., né le 10 décembre 1961 à Columbus (Ohio), est un homme politique américain. Membre du Parti démocrate, il est élu à la Chambre des représentants des États-Unis de 2019 à 2021, où il représente le 48e district de Californie.

## Biographie

### Carrière professionnelle et famille
Rouda grandit dans l'Ohio, où son père travaille dans l'immobilier. Il est diplômé d'un baccalauréat universitaire de l'université du Kentucky en 1984 puis d'un doctorat en droit de la Capital University (en) en 1986. Il exerce la profession d'avocat avant rejoint ensuite l'entreprise familiale, en 1996. En 2002, il obtient un MBA de l'université d'État de l'Ohio. La même année, il fonde une société de courtage en immobilier Real Living, qui sera rachetée par Berkshire Hathaway.
Rouda est marié à l'auteure Kaira Sturdivant Rouda. Ils ont ensemble quatre enfants : Dylan, Avery, Trace et Shea. En 2007, Rouda s'installe en Californie, État d'où est originaire son épouse. Il y dirige une entreprise de services immobiliers.

### Carrière politique
Lors des élections de 2018, Rouda se présente à la Chambre des représentants des États-Unis dans le 48e district de Californie face au républicain sortant Dana Rohrabacher. Il arrive en deuxième position de la primaire, derrière Rohrabacher, avec seulement 125 voix d'avance sur Hans Keirstead, favori du Parti démocrate local. Si le sortant ne rassemble que 30 % des suffrages, l'ensemble des candidats républicains pèse pour 53 % des votes. La circonscription, qui longe la côte pacifique entre Seal Beach et Laguna Niguel, compte davantage que républicains que de démocrates. Elle a toutefois donné deux points d'avance à Hillary Clinton en 2016, alors que Rohrabacher était réélu avec 58 % des voix. L'élection entre Rouda et Rohrabacher est considérée comme l'une des plus serrées du pays. Le démocrate attaque son adversaire pour ses liens avec la Russie ainsi que ses positions sur l'environnement, l'immigration et le système de santé. Profitant notamment de l'impopularité du président Donald Trump parmi les électeurs les plus diplômés, Rouda bat Rohrabacher avec 53,6 % des suffrages.
En 2020, Harley Rouda est candidat à un deuxième mandat. Il arrive en tête de la primaire avec 46,7 % des voix, face à quatre candidats du Parti républicain et un candidat de l'American Independent Party. En novembre, il affronte la présidente républicaine du bureau des superviseurs du comté d'Orange, Michelle Steel. Durant la campagne, les candidats sont au coude-à-coude en termes de fonds levés. Steel accuse Rouda d'être trop libéral pour la circonscription historiquement conservatrice, tandis que Rouda critique notamment le bilan de Steel au bureau des superviseurs et son opposition au mariage homosexuel. S'il est considéré comme légèrement favori lors de cette élection conjuguée à l'élection présidentielle, Harley Rouda est finalement battu par Michelle Steel qui rassemble environ 51 % des suffrages. Le même jour, Joe Biden remporte pourtant sa circonscription avec 1,5 points d'avance sur Donald Trump.

## Positions politiques
Rouda grandit dans une famille républicaine. Il vote notamment pour Ronald Reagan en 1980 et Bob Dole en 1996. Il quitte le Parti républicain à la fin des années 1990, notamment en raison du conservatisme du parti sur les questions de société. Il ne rejoint le Parti démocrate qu'après les élections de 2016, au cours desquelles il a fait un don au candidat républicain John Kasich qu'il connaît.
En 2018, il se présente comme un démocrate « modéré » et « fiscalement responsable ». Il est toutefois favorable à l'augmentation du salaire minimum, à une couverture santé universelle et à la gratuité des universités publiques.